# Fire It Up
Fire It Up е третият сингъл, издаден от канадската рок банда Thousand Foot Krutch от петия си студиен албум, Welcome To The Masquerade. Достига #18 в рок класациите, #35 в класациите Billboard Rock и #5 в Christianrock.net.